# 天主教巴杜勒教区
天主教巴杜勒教区 （拉丁語：Dioecesis Badullana）是斯里蘭卡一個羅馬天主教教區，屬科倫坡總教區。1972年12月18日升為教區。
2006年有教友15,589人、19個堂區、42名司鐸。